# Bonifacy
Bonifacy – imię męskie pochodzenia łacińskiego. Wywodzi się od łac. bonum „dobro” i facere „czynić”, czyli oznacza czyniącego dobro.
Staropolska forma imienia: Bończa.
W Polsce imię było i pozostaje niezbyt popularne. W styczniu 2025 r., wśród publicznie dostępnych danych w rejestrze PESEL, dotyczących osób żyjących, wykazano 684 mężczyzn o tym imieniu.
Żeński odpowiednik: Bonifacja, które otrzymała w 1399 roku jedyna córka króla polskiego Władysława Jagiełły i Jadwigi – Elżbieta Bonifacja.

## Bonifacyimieninyobchodzi
19 lutego, 14 maja, 5 czerwca, 19 czerwca, 12 lipca, 17 sierpnia, 28 sierpnia, 4 września (dawniej 25 października) i 6 grudnia.

## Odpowiedniki w innych językach
- łacina – Bonifacius
- język angielski – Boniface
- biał. Баніфацый (Banìfacyj)
- esperanto – Bonifaco[4]
- język niderlandzki – Bonifatius
- język niemiecki – Bonifatius, Bonifaz
- ros. Вонифа́тий.

## Mężczyźni noszący imię Bonifacy

### Święci
- Bonifacy z Tarsu (†290), męczennik.
- Bonifacy-Winfrid (†754), zwany też apostołem Germanii.

### Papieże
- Bonifacy I
- Bonifacy II
- Bonifacy III
- Bonifacy IV
- Bonifacy V
- Bonifacy VI
- Bonifacy VIII
- Bonifacy IX

oraz
- Bonifacy VII, antypapież

### Inni
- Bonifacy z Montferratu (zm. 1207), margrabia Montferratu, dowódca IV wyprawy krzyżowej, król Tesaloniki.
- Bonifacy Bałdyk, burmistrz Żor.
- Bonifacy Jagmin, uczestnik powstania listopadowego.
- Bonifacy Jedynak, generał brygady komunistycznej Milicji Obywatelskiej.
- Bonifacy Łangowski, działacz polonijny.
- Bonifacy Witkowski, architekt.
- Władysław Michał Bonifacy Zaleski – polski duchowny katolicki, arcybiskup Teb, dyplomata w służbie Stolicy Apostolskiej i patriarcha Antiochii.
- José Bonifácio de Andrada (1763–1838) – brazylijski uczony, polityk i pisarz, który odegrał kluczową rolę w uzyskaniu niepodległości przez Brazylię w 1822; nazywany przez Brazylijczyków "Patriarchą Niepodległości".

## Postacie fikcyjne
- Kot Bonifacy (bohater animowanego serialu Przygody kota Filemona).